# 王军霞
王军霞（1973年1月19日—）是一名中国中长跑运动员，绰号“东方神鹿”。出生于吉林蛟河，少年时迁回祖籍地辽宁大连，成年后进入辽宁省田径队中长跑马俊仁组（后被称为“马家军”）。
1993年，20岁的王军霞在国内外多项大赛中表现优异，包括世界田径锦标赛10000公尺夺冠并打破赛会纪录，全国运动会获10000公尺、3000公尺金牌和1500公尺银牌，6天内三次创造世界纪录。被选为当年全国十佳运动员第一名、《田径新闻》年度女子运动员，荣获世界业余运动员协会（IAAA）杰西·欧文斯国际杯。1994年底，率领多名队友强行离开马家军训练基地，脱离马俊仁指导。1996年，在亚特兰大奥运会上赢得5000公尺金牌和10000公尺银牌。奥运会后不久退役。
退役后，王军霞运动生涯中的内情逐渐披露，包括备战奥运期间人身安全屡遭威胁，奥运会后被逼退役，以及马俊仁用粗暴手段控制队员、强迫使用禁药等等。国际田联于2016年针对马家军禁药问题开启调查，最终没有取消王军霞等人的成绩。她的10000公尺世界纪录一直保持到2016年奥运会，3000公尺世界纪录至今未被打破。她是第一批入选国际田联名人堂的运动员。

## 人生经历

### 早年岁月
王军霞1973年出生于吉林蛟河县白石山镇夹皮沟村，有一兄一姐，父母以务农为生。王军霞小学四年级时，父亲携全家迁回老家——辽宁大连市大连湾镇前盐村定居。王军霞13岁开始接受业余训练，15岁进入大连体校接受正规训练，18岁进入辽宁省田径队中长跑马俊仁组（后被称为“马家军”）。1992年，王军霞在世界青年田径锦标赛上夺得10000公尺金牌，崭露头角。

### 奇迹之年
1993年，王军霞和“马家军”的成绩迎来爆发。4月份的全运会马拉松比赛，“马家军”囊括前四且四人都超过原亚洲最好成绩，王军霞夺得冠军。8月份的斯图加特世锦赛，“马家军”获三金一银一铜，王军霞夺得10000公尺金牌，打破赛会纪录。9月份的全运会，“马家军”包揽女子中长跑四枚金牌。王军霞在10000公尺比赛中夺冠，将世界纪录提升了近42秒；在1500公尺比赛中获得银牌，成绩超过原世界纪录；在3000公尺预赛和决赛中连续两次创造世界纪录。10月份的马拉松世界杯，“马家军”囊括前四，王军霞再夺第一。
凭借这一年的表现，王军霞名列全国十佳运动员榜首，在国际田联最佳女子运动员评选中名列第二，被美国《田径新闻》杂志评为年度女子运动员，并获杰西·欧文斯国际杯。

### 大连兵变
1994年广岛亚运会上，“马家军”再次包揽女子中长跑四枚金牌，王军霞获得10000公尺冠军。与此同时，队员们对马俊仁的不满日益加剧：管理作风粗暴；扣留队员奖金；强迫队员使用禁药，还要求队员若未通过药检需自己承担责任。1994年12月，在马俊仁意欲退出一线、换新教练接手的前夕，王军霞率领张林丽、劉麗、張麗榮等17名队员签署集体辞职报告，连夜强行从大连训练基地撤离。
离开“马家军”后，王军霞等人回到沈阳的省田径队，自己制订训练计划。1995年北京马拉松比赛，王军霞和队友表现不佳，舆论哗然，呼吁她们重回马俊仁麾下（当时“马家军”滥用禁药之事尚未曝光）。全国田径锦标赛，王军霞获5000公尺冠军，其余队友则全数失利，国家体委于是取消了女子中长跑参加当年世锦赛的计划。

### 奥运金牌
1995年6月，王军霞开始跟随毛德镇训练，备战奥运会。在此期间，她和教练的人身安全多次受到侵害，家人甚至收到死亡威胁。1996年5月的全国田径锦标赛，王军霞夺得5000公尺、10000公尺冠军，获得奥运会参赛资格，马俊仁手下的队员则表现不佳。“王军霞离开马俊仁就不行”的说法终于平息。
1996年美国亚特兰大第26届奥运会上，王军霞参加了女子5000公尺和10000公尺两个项目，也是唯一一位两项都进入决赛的选手。在5000公尺决赛中，王军霞在倒数第二圈反超保利娜·孔加，赢得金牌，成为继陈跃玲之后奥运会中国代表团第二位田径冠军。10000公尺决赛，王军霞在倒数600米时开始冲刺并取得领先，但在最后直道被费尔南达·里贝罗超越，最终收获银牌。

### 退役之后
从亚特兰大回到辽宁田径队后不久，毛德镇被迫退休，王军霞也处处收到刁难和限制，难以正常训练，再未参加大型赛事。退役后，她主要精力用于家庭，以及公益事业、青少年体育事业。
2015年，王军霞前夫黄天文出版《东方神鹿——我的太太王军霞》。书中提到1994年11月在日本富山县交流时，马俊仁曾试图性侵犯王军霞未遂，成为当年众人强行离开马家军训练基地的导火索。王军霞在社交媒体上表示书中有大量失实内容，在后续采访中未正面证实是否存在性侵犯或性骚扰。
2014年，报告文学作家赵瑜的《马家军调查》再版，增添了1998年初版时删去的章节，披露了马俊仁强迫队员使用美雄酮、EPO等禁药的情况。2016年，腾讯体育刊出了1995年王军霞等十名运动员控诉马俊仁强迫用药的联名信影印件，引发关注。国际田联随即要求中国田径协会开展调查并汇报，但此后未公开进展，也没有取消王军霞等人的成绩、荣誉和纪录。
2025年6月，王军霞及其家人通过香港特区政府的“优秀人才入境计划”成为香港居民。

## 成绩
| 年份 | 比赛                         | 地点               | 项目      | 排名 | 决赛成绩 |
| ---- | ---------------------------- | ------------------ | --------- | ---- | -------- |
| 1992 | 世界越野锦标赛     | 美国波士顿         | 青年组    |      | 13:35    |
| 1992 | 世界青年田径锦标赛 | 首尔               | 10000公尺 |      | 32:29.90 |
| 1993 | 全国运动会                   | 中国大陆天津       | 马拉松    |      | 2:24:07  |
| 1993 | 世界田径锦标赛     | 德国斯图加特       | 10000公尺 |      | 30:49.30 |
| 1993 | 全国运动会                   | 中国大陆北京       | 10000公尺 |      | 29:31.78 |
| 1993 | 全国运动会                   | 中国大陆北京       | 1500公尺  |      | 3:51.92  |
| 1993 | 全国运动会                   | 中国大陆北京       | 3000公尺  |      | 8:06.11  |
| 1993 | 马拉松世界杯（英语：1993 World Marathon Cup）       | 西班牙圣塞瓦斯蒂安 | 马拉松    |      | 2:28:16  |
| 1993 | 亚洲田径锦标赛     | 菲律賓马尼拉       | 10000公尺 |      | 34:19.32 |
| 1994 | 亚洲运动会                   | 日本广岛           | 10000公尺 |      | 30:50.34 |
| 1995 | 亚洲田径锦标赛     | 印度尼西亞雅加达   | 10000公尺 |      | 33:58.49 |
| 1995 | 亚洲田径锦标赛     | 印度尼西亞雅加达   | 5000公尺  |      | 15:25.65 |
| 1996 | 奥林匹克运动会               | 美国亚特兰大       | 5000公尺  |      | 14:59.88 |
| 1996 | 奥林匹克运动会               | 美国亚特兰大       | 10000公尺 |      | 31:02.58 |

## 荣誉
- 被选为1993、1994、1996年全国十佳运动员，分别列在第一、三、五名。[10]
- 1993年获《田径新闻（英语：Track & Field News）》年度女子运动员（英语：Track & Field News Athlete of the Year）。[12]
- 1994年获颁第14届杰西·欧文斯国际杯[a]。[13][14]
- 1994年获选为“新中国体坛45英杰”。[37]1999年获选为“新中国体育50星”。[38]
- 2012年入选国际田联名人堂，是名人堂创建时宣布的最初12位成员之一。[39]

## 个人生活
王军霞有三段婚姻。第一任丈夫是原辽宁足球队队员战宇，两人于1996年底相识，1997年结婚，育有一子，2006年离婚。第二任丈夫是旅美华人黄天文。两人于2008年结婚，育有一女，2015年通过诉讼离婚。第三任丈夫是李辉阳，两人于2015年结婚。
王军霞1995、1996年曾在辽宁大学法律系就读，未毕业。后被美国科罗拉多州大学录取，1998年与战宇赴科罗拉多州博尔德学习语言，半年后回国。1999年进入中国人民大学法学院就读，因怀孕生子而未完成学业。

## 外部連結
- 王军霞在World Athletics（英语）
- 王军霞在Olympics.com（英语）
- 王军霞在Olympedia（英语）